# Troides criton
Criton Birdwing  (Troides crtiton) là một loài bướm ngày cánh chim được tìm thấy trên các đảo của Morotai, Halmahera, Bacan, Ternate và Obi in Indonesia.

## Hình ảnh

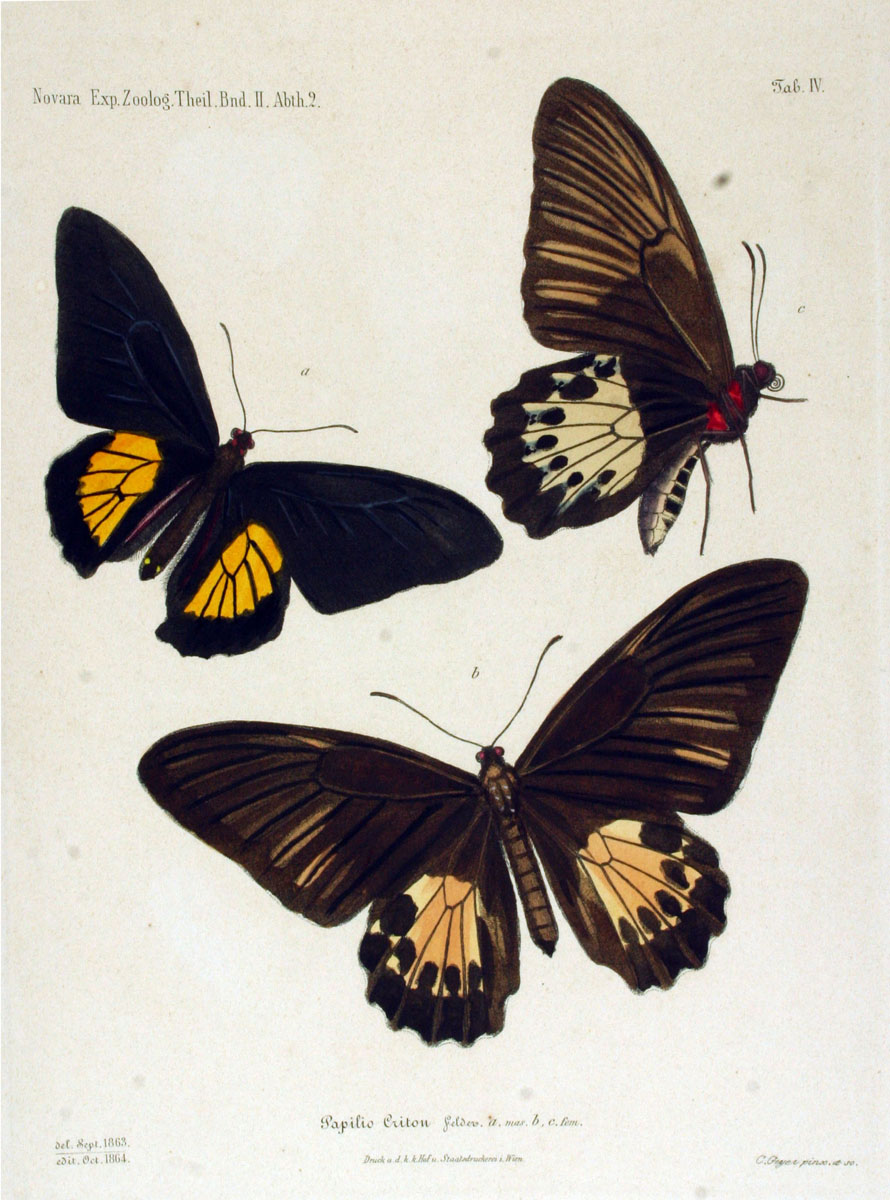
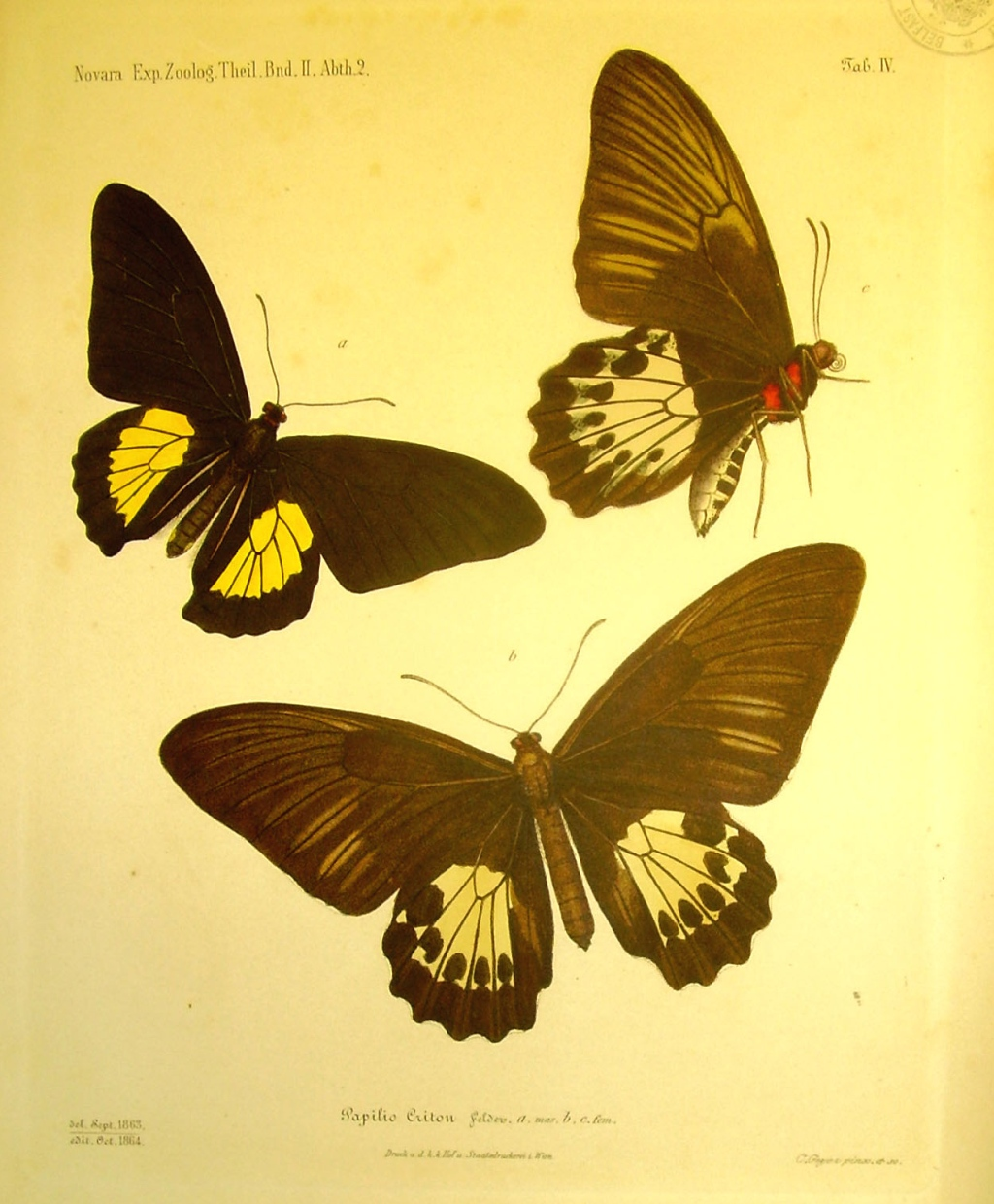